# Zdeněk Měšťan
Zdeněk Měšťan, né le 31 mai 1944 à Ostrava est un céiste tchèque pratiquant le slalom. Il a porté les couleurs de la Tchécoslovaquie au niveau international.
Il remporte la médaille d'argent aux Championnats du monde de slalom (canoë-kayak) 1969 à Bourg Saint-Maurice en C-2, après avoir décroché une médaille de bronze lors des Championnats du monde de slalom (canoë-kayak) 1967 à Lipno nad Vltavou en C-2. Il a ensuite terminé seizième en C-2 des Jeux olympiques de 1972 à Munich.